# Condado de Woodford (Illinois)
O Condado de Woodford é um dos 102 condados do Estado americano de Illinois. A sede do condado é Eureka, e sua maior cidade é Eureka. O condado possui uma área de 1 406 km² (dos quais 38 km² estão cobertos por água), uma população de 35 469 habitantes, e uma densidade populacional de 26 hab/km² (segundo o censo nacional de 2000). O condado foi fundado em 17 de fevereiro de 1841.